# Šabina
Šabina (en allemand : Schaben) est une commune du district de Sokolov, dans la région de Karlovy Vary, en République tchèque. Sa population s'élevait à 316 habitants en 2020.

## Géographie
Šabina est arrosée par l'Ohře et se trouve à 8 km au sud-ouest de Sokolov, à 24 km au sud-ouest de Karlovy Vary et à 133 km à l'ouest de Prague.
La commune est limitée par Kynšperk nad Ohří, Dasnice et Citice au nord, par Březová à l'est et au sud-est, par Libavské Údolí au sud-ouest et à l'ouest.

## Histoire
La première mention écrite de la localité date de 1309.

## Galerie

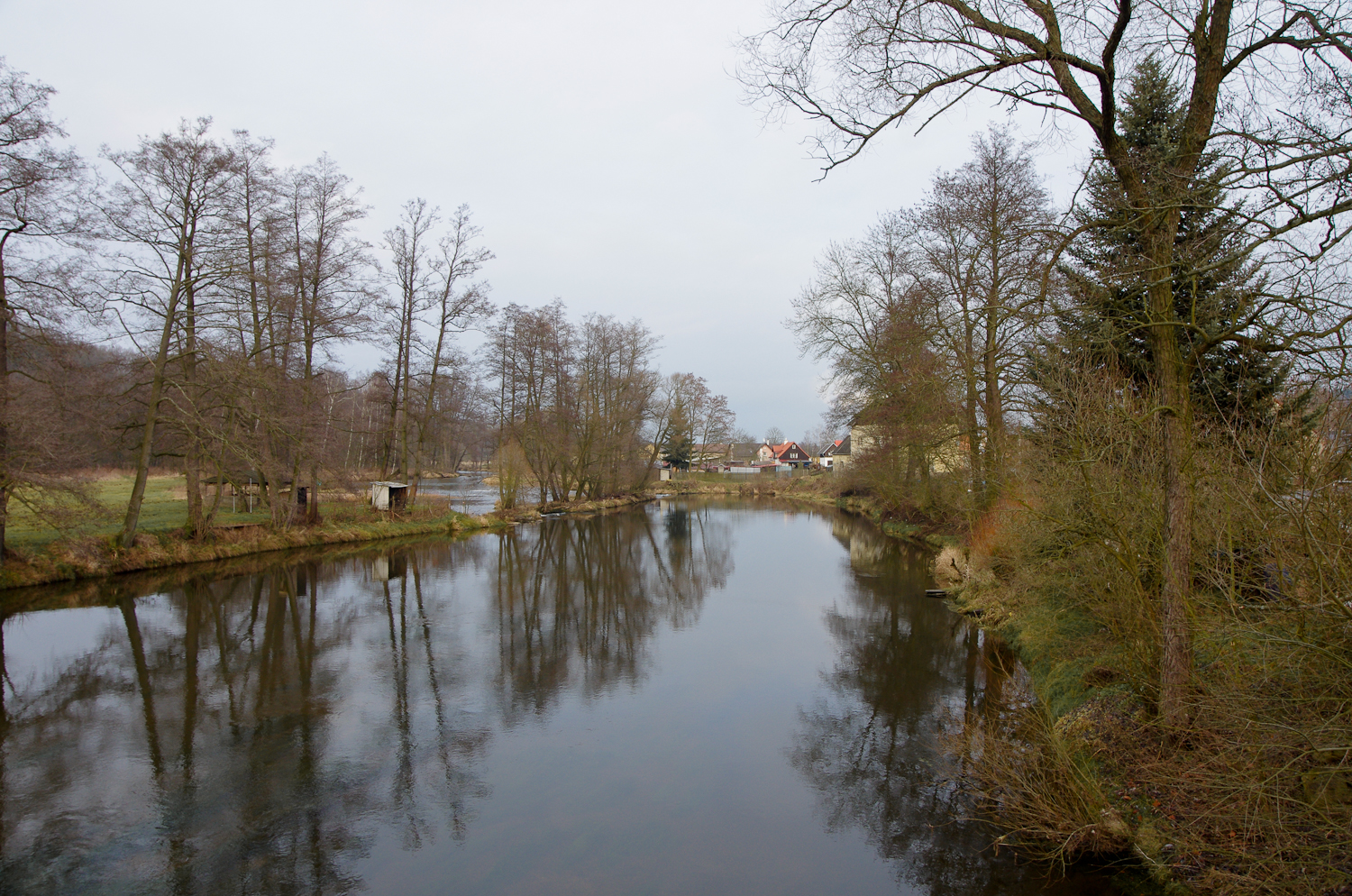
L'Ohře à Šabina.
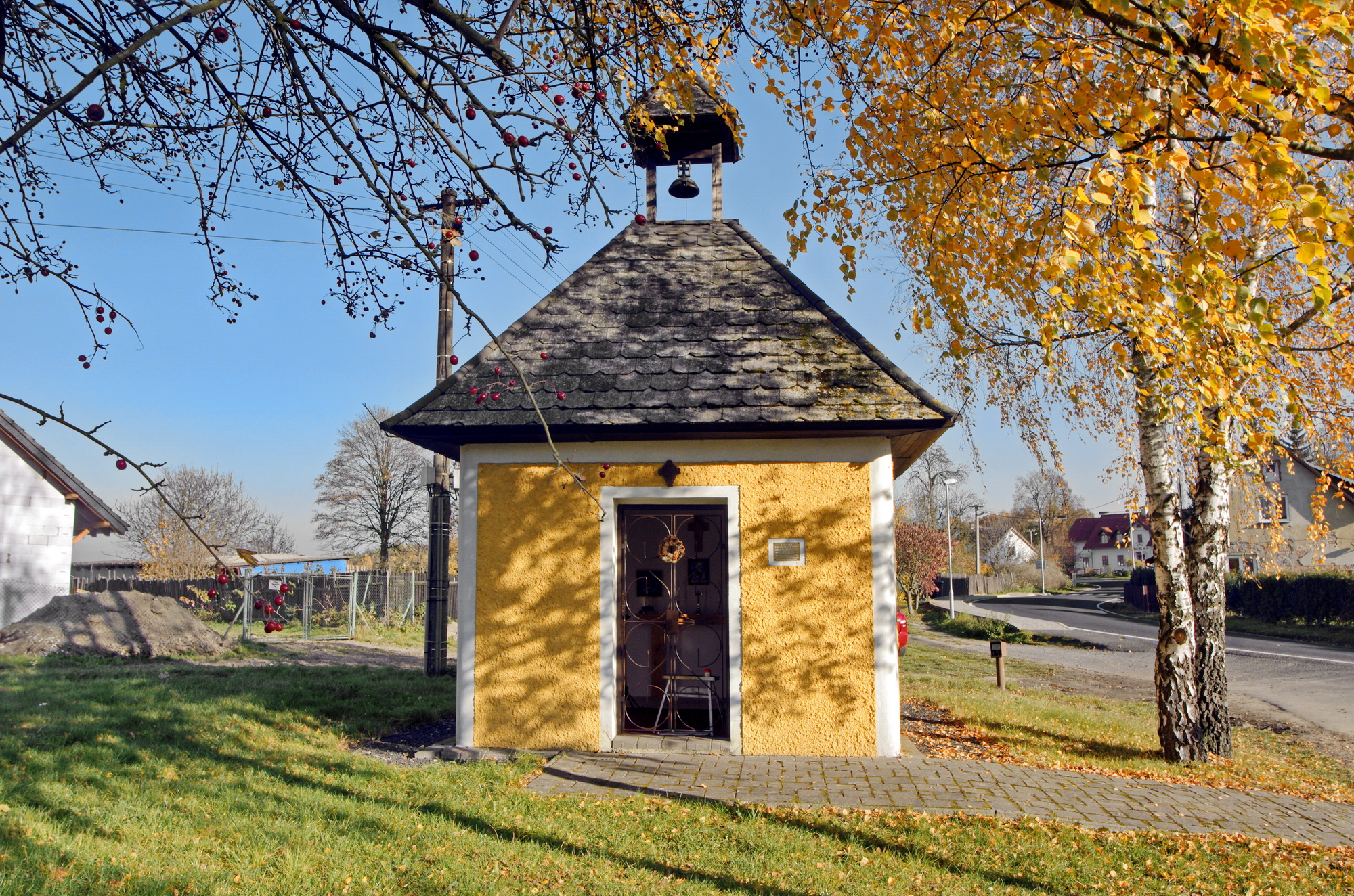
Chapelle Sainte-Anne.